# Darkhaus

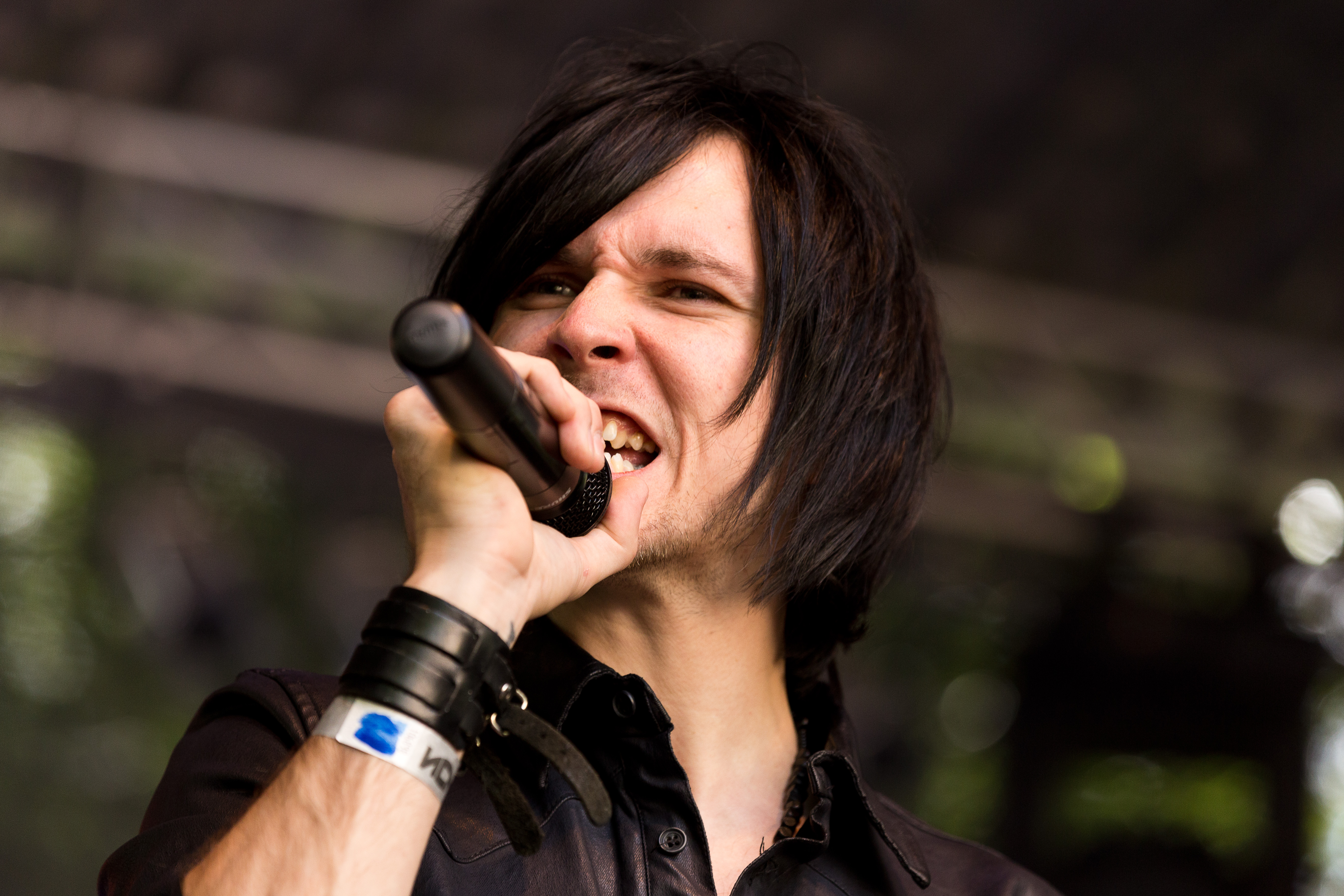
Sänger Ken Hanlon auf dem 10. Nocturnal Culture Night Festival 2015.

Darkhaus (Eigenschreibweise DARKHAUS) war eine international besetzte Dark-Rock-Band, deren Mitglieder aus Schottland, USA, Österreich und Deutschland stammten. Als Heimatstadt gibt die Band Livingston in Schottland an.

## Geschichte
Gegründet wurde Darkhaus im Jahre 2011 von Gary Meskil (Pro-Pain) und Rupert Keplinger (Eisbrecher), der u. a. für Peter Maffay (Tabaluga), Oomph!, Stephan Weidner und Laith al Deen tätig war. Meskil brachte von Pro-Pain den Gitarristen Marshall Stephens mit in die Band, Schlagzeuger Paul Keller und der in Florida lebende schottische Sänger Ken Hanlon komplettierten Darkhaus. Im März 2013 schloss die Band einen weltweit gültigen Vertrag mit SPV ab.
Ende 2013 bis zur Mitte 2014 tourte Darkhaus als Support-Band von Unzucht, Subway to Sally und Eisbrecher. Zuvor wurde das Debütalbum My Only Shelter veröffentlicht, welches der Band während dieser Touren erste Erfolge bescherte. Am 10. August 2014 trat Darkhaus auf dem M’era Luna Festival auf. Nach wenigen ersten Konzerten als Headliner im Jahr 2014, folgte 2015 die erste eigene Tour, benannt nach der am 27. März 2015 erschienenen EP Providence. In verschiedenen Print- und Online-Musikmagazinen wurde Darkhaus 2013 und 2014 als Top-Newcomer und Newcomer des Jahres geadelt. 
Am 21. Mai 2019 gab Sänger Ken Hanlon auf Facebook bekannt, dass er seit Ende 2017 kein Mitglied mehr der Band sei und der weitere Weg der Band noch unbekannt sei. Die Band wurde im späteren Verlauf aufgelöst.

## Diskografie
- 2013: My Only Shelter (Album; Oblivion)
- 2015: Providence (EP; Oblivion)
- 2016: When Sparks Ignite (Album; Oblivion) Veröffentlichung im September 2016

## Musikvideos
- 2013: Ghost
- 2014: Life Worth Living
- 2015: Side Effect of Love
- 2016: All of Nothing
- 2018: After The Heartache (Lyric Video)

## Auszeichnungen
- 2013: Newcomer des Jahres 2013 für das Album My Only Shelter im Magazin Das Rockt[5]
- 2015: Newcomer des Jahres 2014 im Print-Magazin Sonic Seducer[6]